# Техноэкология
Техноэкология (от греч. techne — искусство, мастерство) — раздел экологии, изучающий источники и возможное влияние технологической деятельности на окружающую среду. Это прикладное направление в экологии, связанный с такими объектами человеческой деятельности, как энергетика, промышленность, сельское хозяйство, транспорт, военное дело, наука и тому подобное.
Техноэкология определяет объёмы, механизмы и последствия воздействий на окружающую среду, здоровье человека различных отраслей и объектов, особенности использования ими природных ресурсов, разрабатывает регламентации природопользования и технические средства охраны природы, занимается проблемами утилизации отходов производства и воспроизводства разрушенных экосистем, экологизацией производств.